# Fritz Kühne
Pour les articles homonymes, voir Kühne.
Fritz Kühne, né le 14 juin 1883 à Neukirc et décédé 5 avril 1972 en Paderborn, était un lieutenant-général allemand durant la Seconde Guerre mondiale.

## Biographie
Fils d'un propriétaire de manoir, Kühne étudie à de 1899 à 1903 l'école de cadets de Wahlstatt et de Groß-Lichterfelde. Le 2 mars 1902, il rejoint en tant qu'enseigne le 3e régiment de chemin de fer de l'armée prussienne à Hanau, où il est promu lieutenant le 27 janvier 1904. De 1907 à octobre 1913, il est adjudant du 2e bataillon. D'octobre 1910 à juillet 1913, il est commandé à l'académie de guerre et le 16 juin 1911, il est promu lieutenant. Pendant six mois, d'octobre 1913 à mars 1914, il fait partie du 4e régiment de chemin de fer. Il est ensuite transféré au Grand État-Major général.
Après le début de la Première Guerre mondiale, Kühne reste tout d'abord au Grand État-Major et, après sa promotion au grade de capitaine, est affecté comme chef de bataillon au 136e régiment d'infanterie. Il occupe ensuite la même fonction au sein du 143e régiment d'infanterie sur le front des Flandres. À partir de juin 1915, il sert pendant trois mois et demi à l'état-major du chef des chemins de fer de campagne. Il est ensuite transféré au Grand État-Major général jusqu'en avril 1918. De là, Kühne rejoint l'état-major de la 48e division de réserve. À partir de juin 1918, il est nommé premier officier d'état-major à l'état-major de la 19e division de réserve, où il est reste jusqu'à la fin de la guerre, en janvier 1919.
À partir de janvier 1919, il assume des tâches à usage spécial au sein du commandement général Lüttwitz. Le 1er octobre 1920, il rejoint l'état-major de la 2e division à Stettin. Du 1er octobre 1922 au 30 août 1924, il est commandant de compagnie dans le 3e régiment (prussien) d'infanterie (de) dans l'arrondissement de Marienburg (de) près de Hildesheim et fut entre-temps promu major le 1er mars 1924. Le 1er octobre 1924, il est muté au ministère de la Défense du Reich en tant que conseiller. Le 1er février 1927, il est nommé commandant du 2e bataillon du 7e régiment (prussien) d'infanterie à Hirschberg-des-Monts-des-Géants. Il s'agit d'une unité de chasseurs alpins.
Après être devenu lieutenant-colonel le 1er février 1929, Kühne est muté à Berlin le 1er avril 1929. Il y est chef du groupe de transport de l'armée de terre au sein de l'office des troupes du ministère de la Défense du Reich, le nom d'office des troupes étant un nom de couverture pour le futur état-major général. En tant que colonel (depuis le 1er octobre 1931), il est nommé le 1er octobre 1932 commandant du 2e régiment (prussien) d'infanterie à Allenstein. Le 1er août 1934, il est promu au rang de major général et peu après, le 1er octobre 1934, il est nommé chef du bureau de l'armée de terre de Dortmund.
Commandant de la 253e division d'infanterie, en 1940, durant la bataille de France il est fait prisonnier, durant la bataille de Lille, par les troupes françaises lors d'une contre-attaque.